# أبو الهول الفاشتي
أبو الهول الفاشتي (الاسم العلمي: Sphinx Vashti)، هو نوع من الحشرات يتبع جنس أبو الهول من فصيلة عثث أبو الهول.